# Embajada de España en Gabón
La Embajada de España en Gabón es la máxima representación legal del Reino de España en la República Gabonesa. También está acreditada en la República Democrática de Santo Tomé y Príncipe (1995).

## Embajador
El actual embajador es Ramón Molina Lladó, quien fue nombrado por el gobierno de Pedro Sánchez el 16 de marzo de 2022.

## Misión diplomática
La embajada española en Libreville, capital de Gabón, fue establecida en 1963 con carácter residente.

## Historia
Las relaciones entre España y Gabón han sido cordiales desde 1962 cuando el gobierno español estableció una embajada en Libreville, dos años después de su independencia de Francia. Si bien  no han sido intensas dada la falta de intereses concretos entre ambos países.
En 2009 se produjo el fallecimiento del presidente gabonés Omar Bongo, en el poder desde 1967, en una clínica de Barcelona.

## Demarcación
La embajada de España en Gabón está también acreditada en:
- República Democrática de Santo Tomé y Príncipe: las relaciones diplomáticas entre ambos estados se llevaron a cabo a través de la Embajada española en Angola desde 1982 a 1995 cuando pasaron a depender de la Embajada española en Gabón.